# Patrick Cariou
Pour les articles homonymes, voir Cariou.
Patrick Cariou (né le 20 février 1963 à Lorient) est un photographe français.
D’abord photographe de mode, il se lance dans l’édition photographique à travers quatre séries de portraits.

## Biographie

### Jeunes années
Sportif de haut niveau, Patrick Cariou intègre le RC français (volley-ball) à 17 ans et y restera quatre années avant de se consacrer à la photographie.

### Premiers pas dans la photographie
Au début des années 1980, il intègre un studio parisien (Pin’up studio), y apprend le métier et débute dans la photo de mode. Il contribuera avec différents magazines (Marie Claire, GQ, Vogue Hommes International, Elle). Il décide de s’installer à New York au début des années 1990 et y demeurera une dizaine d’années.
Si sa formation de photographe se poursuit par ce biais, il intègre l’histoire de cette pratique à travers les livres de photographie qu’il collectionne par la suite.

### L’édition photographique
Entre 1997 et 2011, Patrick Cariou réalise quatre ouvrages monographiques. Tous répondent à une méthodologie de travail similaire (un travail dans le temps à raison de plusieurs mois par an) et à un même attrait pour la marge à travers les communautés qu’il choisit de suivre. Ses méthodes et le choix de sujets rares, à la lisière, pourraient donner à son travail un aspect ethnologique. Pourtant, il reste un portraitiste. Cet aspect est visible à travers les paysages et les natures mortes dont il émaille ses publications.
Chacune de ces parutions correspond à une étape dans le travail du photographe. Ses deux premières séries utilisent le noir et blanc dans un hommage aux maîtres des années 1930 puis 1950. Sur des sujets d’une grande modernité, cette esthétique surannée permet une confrontation que les travaux suivants, en couleur, vont retourner.
Gypsies éclate de couleur grâce à l’utilisation de l’open flash. Cette saturation recouvre le sujet pour en évacuer la modernité et le figer dans la contemporanéité de l’instant.
Avec ce dernier travail, Patrick Cariou entend clore une série et un mode de production, l’album.
Patrick Carriou a arrêté la photographie en 2006 et vit désormais sur un voilier.

## Conflit avec Richard Prince
En décembre 2008, Patrick Cariou dépose plainte contre Richard Prince, la galerie Gagosian, Lawrence Gagosian et Rizzoli International Publications auprès de la cour de district fédérale (United States District Court) pour violation de copyright. En effet, dans l’exposition « Canal Zone » présentée à la galerie Gagosian et dans le catalogue éponyme, Richard Prince s'est approprié une quarantaine de photographies de Patrick Cariou, toutes issues de son ouvrage Yes rasta.
Le 18 mars 2011, la juge Deborah A. Batts a statué contre Prince et la galerie Gagossian. La cour a conclu que l'utilisation par Prince n'était pas une utilisation équitable (« fair use ») comme le présentait sa défense. Ce cas va donner lieu à des débats sur la notion d’appropriation art.